# Yo, judío
Yo, judío es un ensayo de 1934 sobre el antisemitismo, del escritor argentino Jorge Luis Borges.

## Contexto
En 1934, ultranacionalistas argentinos afiliados a la revista Crisol y simpatizantes de Adolf Hitler y del Partido Nazi, afirmaron que Borges era secretamente judío y, por implicación, no verdaderamente argentino. Borges respondió escribiendo el ensayo, cuyo título hace referencia a la antigua frase "Yo, argentino", pronunciada por posibles víctimas durante los pogromos contra judíos argentinos, lo que significaba que la persona no era judía. En el ensayo, Borges declara que estaría orgulloso de ser judío y señala que cualquier castellano puro probablemente proviene de una ascendencia judía antigua, de hace un milenio.
En el ensayo, Borges detalla sus propios esfuerzos, arduos pero en última instancia inútiles, para documentar posibles ancestros judíos en la genealogía de su propia familia:

Doscientos años y no doy con el israelita, doscientos años y el antepasado me elude. Agradezco el estímulo de Crisol, pero está enflaqueciendo mi esperanza de entroncar con la Mesa de los Panes y con el Mar de bronce, con Heine, Gleizer y los diez Sefiroth, con el Eclesiastés y con Chaplin.
Jorge Luis Borges

Charles Chaplin no era judío, a pesar de que se le menciona como tal en el ensayo. Sarah Rinder, quien escribe para la revista Mosaic, sugiere que Borges expresa un «afecto especialmente hacia aquellos judíos que han trascendido, o incluso abandonado, su identidad judía».
El editor mencionado en el ensayo, Manuel Gleizer, era bibliotecario, editor y escritor, cuya librería era un punto de encuentro de autores, entre ellos Borges.
En 2024, el Centro Kislak de Colecciones Especiales, Libros Raros y Manuscritos de las Bibliotecas de la Universidad de Pensilvania compró el manuscrito hológrafo de Yo, judío en una librería de Montevideo, Uruguay, marcado de estante UPenn Misc Mss Box 25 Folder 38.